# 小行星2995
小行星2995（2995 Taratuta）是一颗围绕太阳公转的小行星。1978年8月31日，尼古拉·切爾尼赫在克里米亚发现了此天体。
該小行星以蘇聯作家葉夫根尼亞·阿列克桑德羅夫娜·塔拉圖塔（Evgeniya Aleksandrovna Taratuta）命名。
这颗小行星的绝对星等为329.37020等。